# Длиннорылая плетевидка
Длиннорылая плетевидка, или носатая плетевидка (лат. Ahaetulla nasuta), — вид заднебороздчатых змей из семейства ужеобразных (Colubridae).

## Описание
Общая длина достигает 150 см, из них 60 см составляет хвост. Наблюдается половой диморфизм, самки заметно крупнее самцов. Голова сжата с боков, морда довольно сильно вытянута и уплощена. Туловище тонкое. Глаза большие с горизонтальным зрачком. Отличительной особенностью является также очень сильно вытянутая чешуя туловища.
Основная окраска обычно зелёная, реже светло-коричневая. Промежутки между чешуйками в передней части тела белые и чёрные, поэтому когда змея раздувает шею, она кажется полосатой. Брюхо светло-зелёное или желтоватое. Вдоль брюха с обеих сторон проходят жёлтые линии.

## Распространение
Обитает на юго-западе Индии, острове Шри-Ланка, Таиланде и Бангладеш. Типовой экземпляр был пойман на Шри-Ланке.

## Образ жизни
Плетевидная змея ведёт древесный образ жизни. Активна в основном днём. При охоте, как и другие змеи рода, использует своё бинокулярное зрение. Летом эти змеи могут образовывать «клубки» из 5—6 особей, собравшихся вместе.
При попытке поймать плетевидную змею она раздувает шею, демонстрируя чёрно-белую кожу между чешуями, а также угрожающе раскрывает пасть в сторону предполагаемого противника, пытаясь таким образом его напугать. Может наносить укусы.
В Индии существует неверный, но устойчивый миф, что плетевидная змея способна ослепить человека, выколов ему глаза своей острой головой.
Как и у всех змей рода, у A. nasuta в глубине пасти, под глазом, есть увеличенный бороздчатый зуб. Яд не опасен для жизни, но может вызвать отёк, проходящий в течение 3 дней. Укус ядовитым зубом затруднителен из-за расположения зубов в глубине рта и несовершенства ядовитого аппарата.
Передвигается эта змея грациозно, неторопливо и плавно, покачиваясь из стороны в сторону, имитируя покачивание ветвей вокруг. Добычу подстерегает в засаде или находит в укрытиях, но не преследует. Основной рацион составляют ящерицы; также могут поедать лягушек, древесных грызунов и небольших птиц (некоторые пишут, что она также разоряет птичьи гнезда). Яд помогает обездвижить жертву. Также наблюдались случаи офиофагии (питания другими змеями).
Яйцеживородящий вид, самка рожает от 3 до 9 детенышей длиной около 30 см. Беременность продолжается 4,5—5 месяцев. Этот вид способен либо к консервации спермы, либо к партеногенетическому размножению — самка, жившая в Лондонском зоопарке с августа 1885, родила детёнышей в августе 1888 года.